# Renault V72

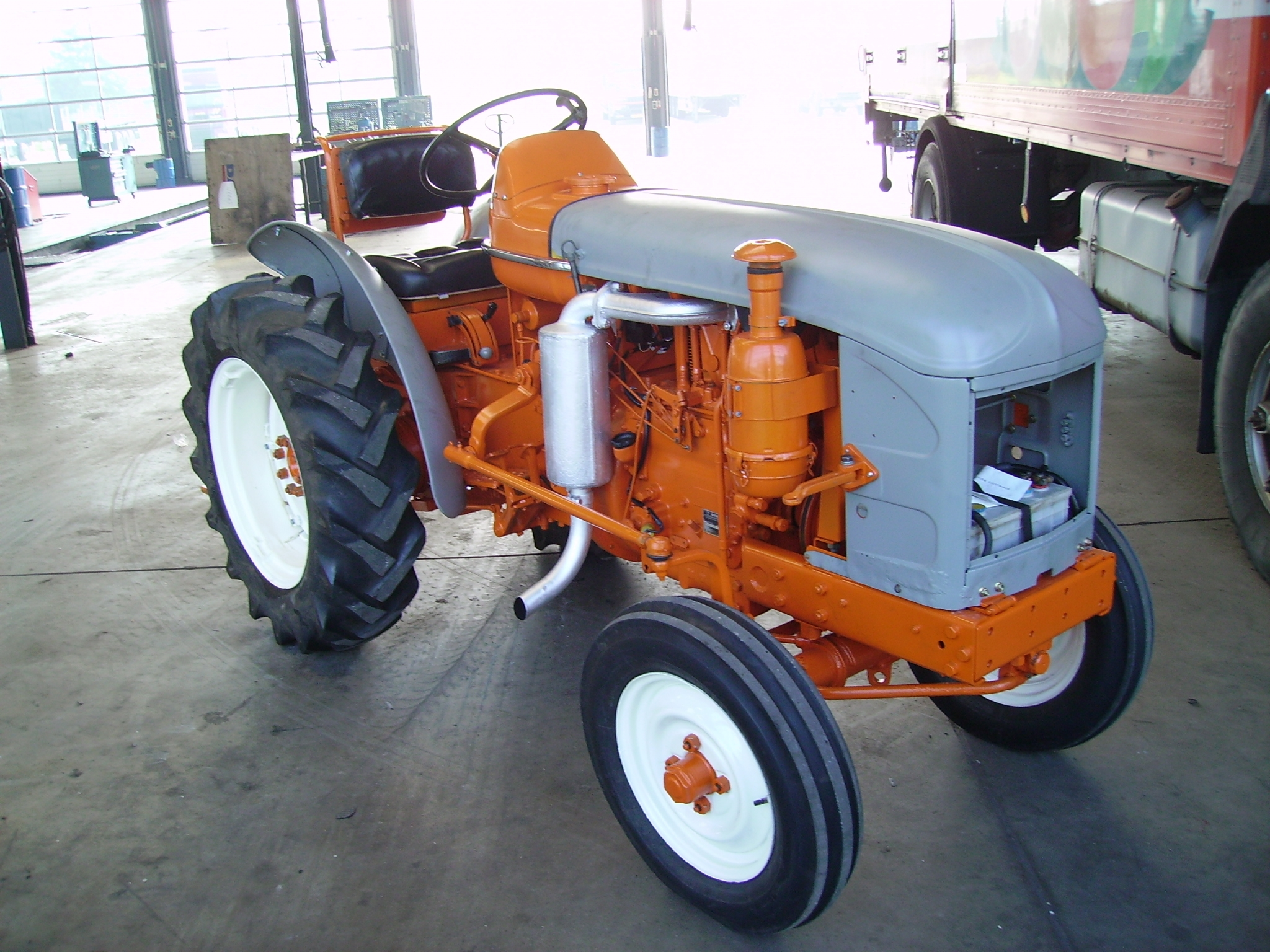
in restauratie zijnde Renault V72, foto: Bas Steijvers

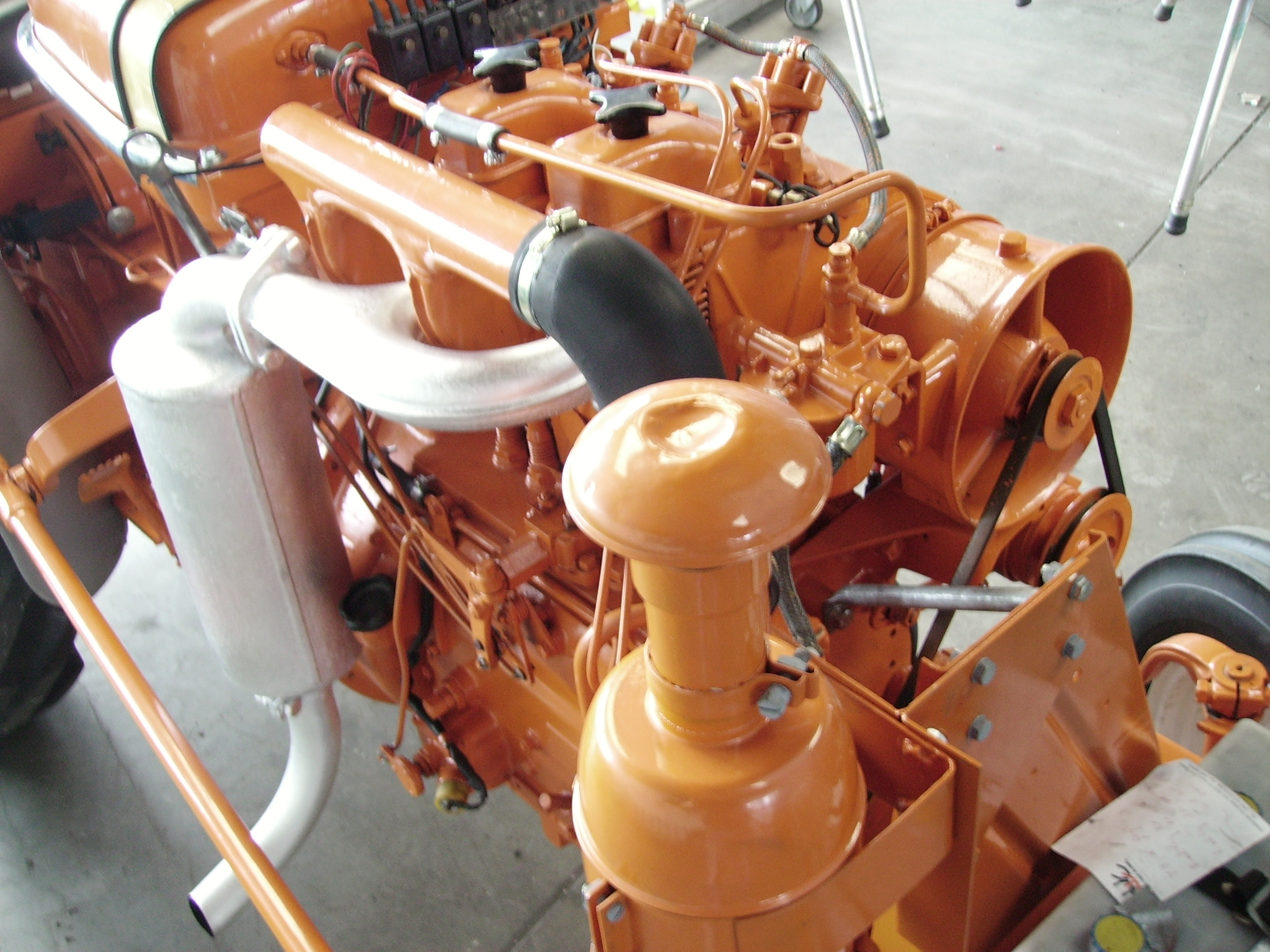
MWM AKD 112Z, foto: Bas Steijvers

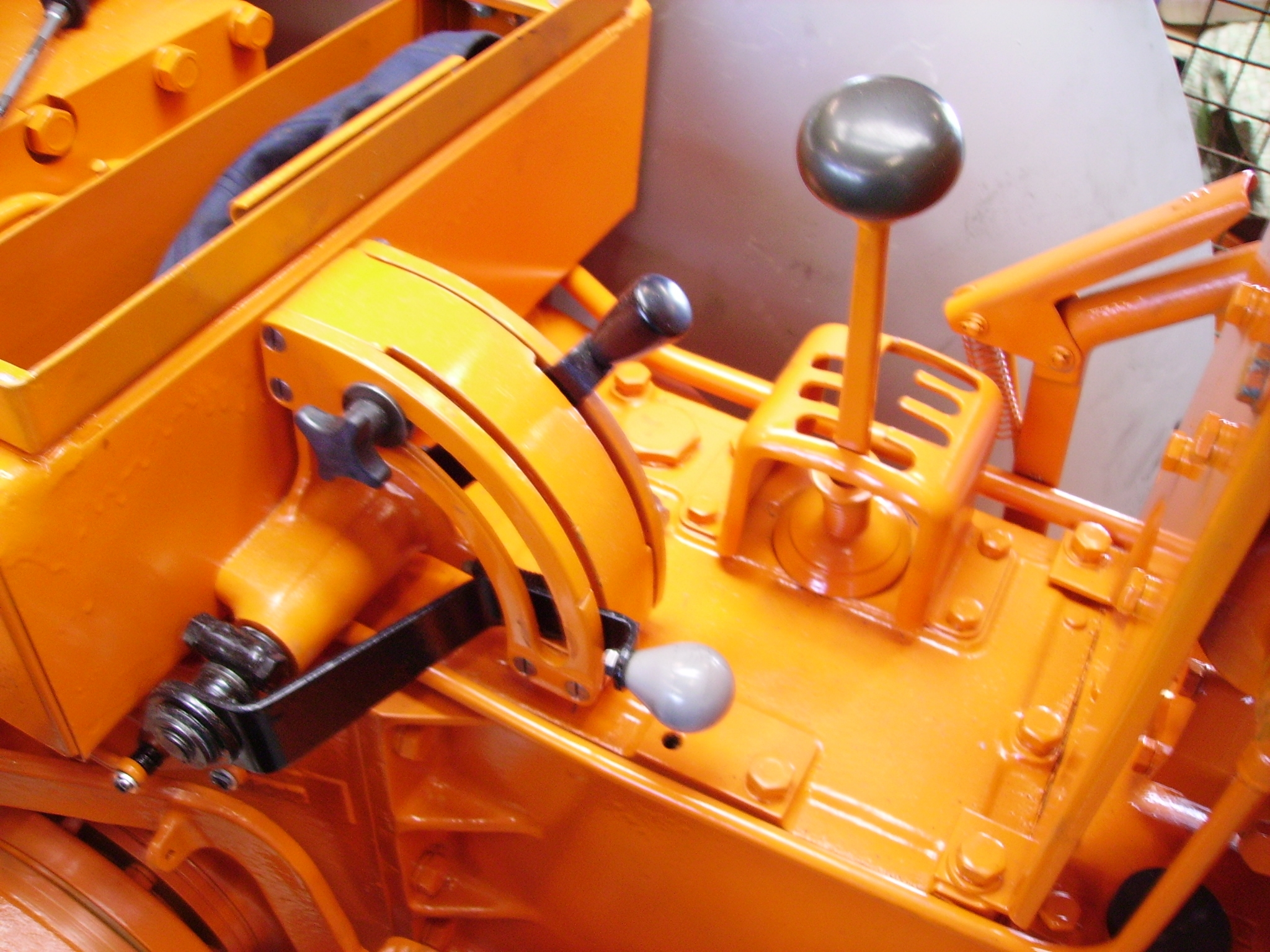
bediening R 324-hefinrichting. foto: Bas Steijvers

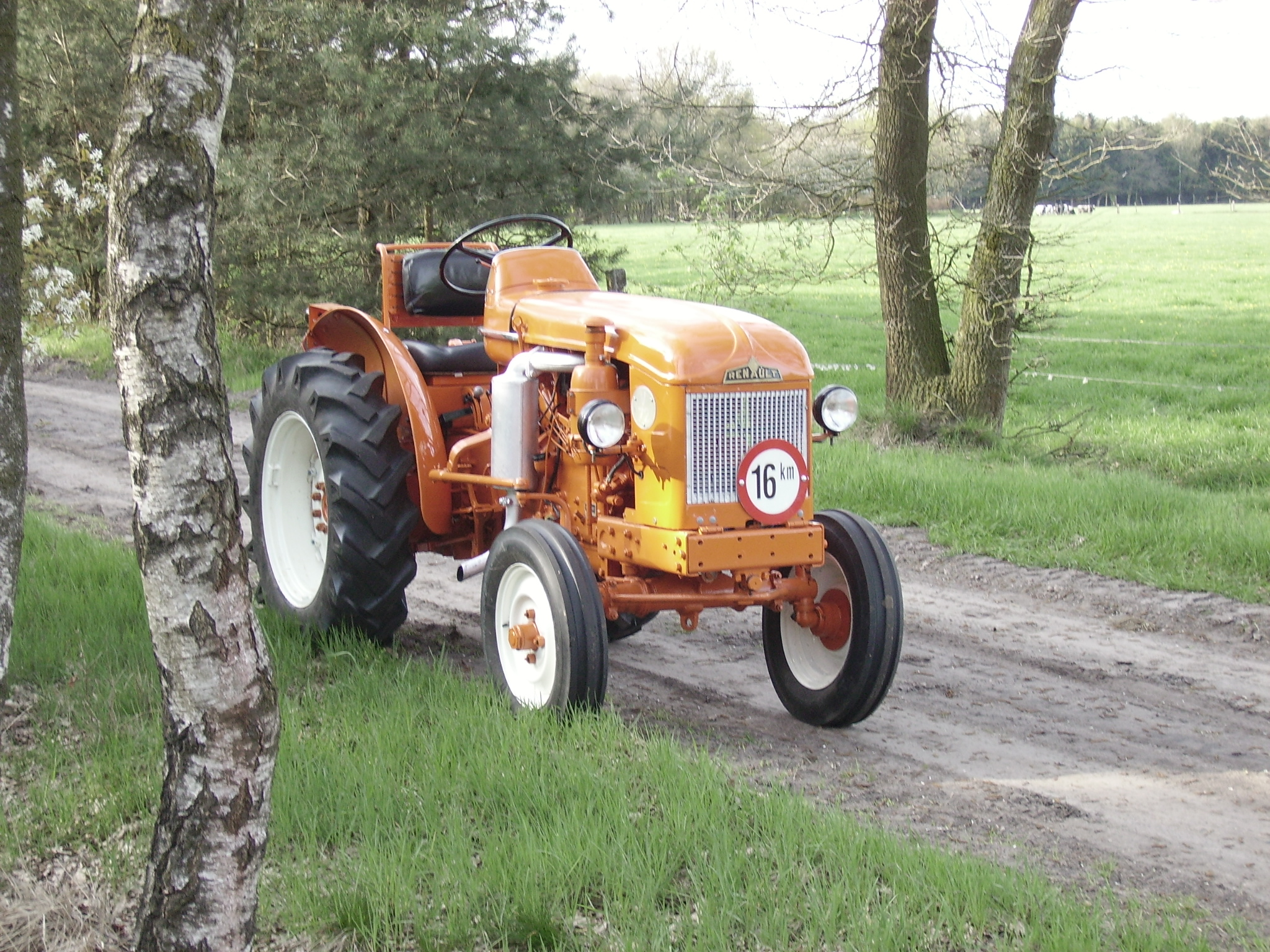
gerestaureerde Renault V72, foto: Bas Steijvers

De Renault V72 is een type tractor van Renault.
De Renault V72 maakt net als de Renault D22, Renault N72, Renault Super 3 en de Renault Super 3D deel uit van de 7052-serie. Het typenummer van de Renault V72 is dan ook R7052. 
Dit type tractor is vanaf 1960 geproduceerd en is bedoeld voor de wijnbouw, vandaar de V van Vigneron in de naam van dit model. In Nederland werden deze Vigneron-uitvoeringen veelal gebruikt in de fruitteelt en boomgaarden.
De Renault V72, Renault D22, Renault N72, Renault Super 3 maken gebruik van de MWM AKD 112 Z. De Renault Super 3D daarentegen maakt gebruik van de MWM 322.2.

## Technische gegevens
| Motor                   |
| Koppeling               |
| Versnellingsbak         |
| Aftakas                 |
| Achteras                |
| v72                     |
| Hefinrichting           |
| v72                     |
| Rem                     |
| v72                     |
| Vooras                  |
| Stuurinrichting         |
| Elektrische installatie |
| Kleur                   |

| MWM AKD 112 Z nr.10104/1283 25 Pk                     |
| 2 traps type 10 LFM 20                                |
| Type 292 10 versnellingen vooruit, 2 achteruit        |
| Doordraaiend 540 omw./min 1”3/8                       |
| Type 353-01 differentieel mechanisch blokkeerbaar     |
| red.7,285:1 eindred. 4,6:1                            |
| Renault R324, hefkracht 1350 kg hydropomp 140/160 bar |
| 17ltr./min. bij 2000 omw./min.                        |
| Trommelrem diameter 203.mm.                           |
| Droog type links en rechts onafhankelijk te bedienen  |
| Pendelas buisvorm type :71                            |
| Gemmer type 62                                        |
| 12 volt startmotor Bosch, dynamo Bosch                |
| "jaune 334"                                           |